# Vreden
Vreden (door de eeuwen heen Frethenna, Vrethen, Frehde, Vredena, Vreede, Vreeden) is een stad in de Duitse deelstaat Noordrijn-Westfalen, gelegen in de Kreis Borken, op de grens met de Nederlandse provincies Gelderland en Overijssel. Vreden ligt aan de rivier de Berkel. De stad telt 22.676 inwoners (31 december 2020) op een oppervlakte van 135,83 km². 
Volgens een door de Duitse Wikipedia aangehaalde overheidsstatistiek had de gemeente Vreden per 31 december 2020  in totaal 22.676 inwoners.
Van de christenen in de gemeente Vreden is circa 90% rooms-katholiek en 9% evangelisch-luthers.

## Plaatsen in de gemeente

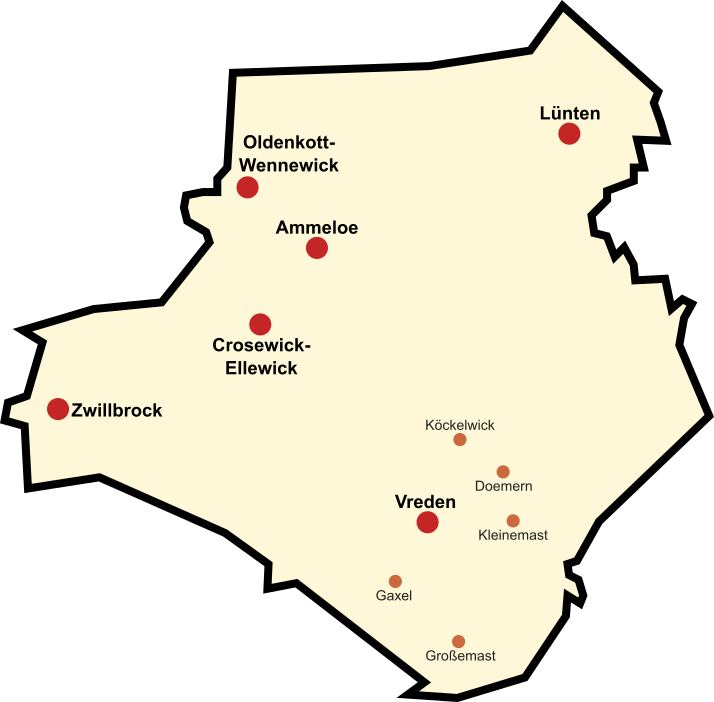
Locatie stadsdelen (rood) en gehuchten (oranje) in de gemeente Vreden

De gemeente bestaat uit: 
- de stad Vreden;
- de vijf kerkdorpen Ammeloe (volgens de gemeentewebsite ca. 900 inw.), Ellewick-Crosewick, Lünten (ca. 1.250 inw.), Wennewick-Oldenkott (ca. 300 inw.) en  Zwillbrock (Zwilbroek) (ca. 250 inw.);
- de vijf buurtschappen (Bauerschaften) Doemern, Gaxel (bedrijventerrein; vakantiehuisjespark Seerose), Großemast, Kleinemast en Köckelwick.

## Ligging, infrastructuur
Naburige steden zijn onder andere Ahaus, Stadtlohn en het Nederlandse Winterswijk.

### Aangrenzende gemeenten
| Aangrenzende gemeenten          | Aangrenzende gemeenten | Aangrenzende gemeenten | Aangrenzende gemeenten | Aangrenzende gemeenten |
| ------------------------------- | ---------------------- | ---------------------- | ---------------------- | ---------------------- |
|                                 |                        | Haaksbergen (NL)       |                        |                        |
|                                 |                        |                        |                        |                        |
| Berkelland (NL) Oost Gelre (NL) | Ahaus                  |                        |                        |                        |
|                                 |                        |                        |                        |                        |
| Winterswijk (NL)                |                        | Südlohn                |                        | Stadtlohn              |

### Wegverkeer
- Een 5 km lange uitvalsweg in oostelijke richting komt uit op de Bundesstraße 70. Rijdt men daar rechtsaf, dan bereikt men na 3 km Stadtlohn. Rijdt men daar linksaf, dan bereikt men na 8 km Ahaus. Ongeveer 5 km voorbij Ahaus in de richting Coesfeld is de dichtstbijzijnde aansluiting op een Autobahn: afrit 32 van de A 31.
- Een 28 km lange uitvalsweg in noordelijke richting leidt via Alstätte naar Gronau (Westfalen).
- Een 10 km lange uitvalsweg in zuidelijke richting leidt naar Oeding, gemeente Südlohn.
- Een 15 km lange uitvalsweg in westelijke richting leidt via Zwillbrock naar Groenlo in Nederland.
- Een klein, ruim 10 km lang binnenweggetje in zuidwestelijke richting leidt naar Winterswijk.

### Openbaar vervoer
Vreden ligt niet in de nabijheid van een Duits spoorwegstation. De dichtstbijzijnde treinverbinding is op het 10 km verwijderde station Winterswijk in Nederland. Een snelbuslijn (S70) verbindt Vreden met Ahaus, dat een station heeft, vanwaar stoptreinen naar o.a. Coesfeld rijden, en met het circa 50 km verwijderde station Münster Hauptbahnhof.

## Economie
Vreden beschikt over talrijke kleine en middelgrote bedrijven in uiteenlopende branches, waarvan de meeste alleen van plaatselijk of ten hoogste regionaal belang zijn. In dit kader vallen nog de volgende bijzonderheden te vermelden:
- In een filiaal van een, te Altenberge zetelende, grote fabriek van die producten worden  te Vreden aanhangers en opleggers voor vrachtauto's afgemonteerd en verkocht.
- In twee kleine fabrieken, waaronder een dochteronderneming van Mitsubishi, worden allerlei plastics geproduceerd.
- Vreden bezit een onderneming, die van goud, platina en roestvrij staal horloges, ringen en andere sieraden maakt, en in geheel Duitsland klanten heeft.
- De plaatselijke schoenmaker is gespecialiseerd in het maken van schoenen in extreem grote maten.
- De stad heeft naar verhouding veel aannemersbedrijven en toeleveringsbedrijven voor de bouwnijverheid.

Daarnaast is, vooral vanwege het afwisselende landschap in de omgeving, het toerisme in Vreden niet te verwaarlozen.

## Geschiedenis
Uit opgravingen blijkt dat het gebied rondom het Zwillbrocker Venn al meer dan 10.000 jaar geleden was bewoond. De rijke bodemvondsten in het stedelijk gebied van Vreden zelf stammen uit de tijd vanaf de 5e eeuw v.Chr.. Vreden wordt voor het eerst vermeld in de Annales Xantenses voor het jaar 839. In de negende eeuw werd het aan Sint-Felicitas gewijde Stift Vreden opgericht.  Het sticht had een van de stad Vreden zelf afwijkende status: kerkelijk viel het onder het aartsbisdom Keulen, en politiek was het reichsunmittelbar. Het sticht werd in 1810 opgeheven. De kloosterkerk (Stiftskerk Sint Felicitas) bestaat nog.
In 1252 kreeg Vreden stadsrechten nadat de aartsbisschop van Keulen en de bisschop van Münster overeen waren gekomen, Vreden als een stad uit te laten breiden en te versterken. In het jaar 1470 werd Vreden onder Coesfeld lid van het Hanzeverbond.
De Tachtigjarige Oorlog die in het naburige Nederland woedde ging, van 1618-1648 gekoppeld aan de Dertigjarige Oorlog,  ook aan Vreden niet voorbij. In 1598 werd Vreden door Spaanse troepen bezet. Pas in 1648 tijdens de Vrede van Westfalen kwam een einde aan de vijandelijkheden. De grens tussen het Prinsbisdom Münster en het bisdom Utrecht werd toen de staatsgrens tussen de Nederlandse Republiek en het Rooms-Duitse Rijk. Vreden bleef Münsters, en werd na de val van Napoleon Bonaparte in 1815 Pruisisch. Als gevolg op lange termijn hiervan waren tot in het begin van de 21e eeuw van de christenen in de gemeente Vreden circa 90% rooms-katholiek en slechts 9% evangelisch-luthers.
In 1811 en 1857 werd Vreden door grote branden zwaar getroffen. Vanaf het midden van de 19e eeuw tot plm. 1970 kende Vreden een niet onbelangrijke textielindustrie. Van 1903 tot 1958 (voor goederenvervoer nog tot 1988) reden er treinen over een kleine, inmiddels opgebroken, spoorlijn van Vreden naar Stadtlohn v.v.
In de eindfase van de Tweede Wereldoorlog, in het voorjaar van 1945, werd Vreden grotendeels ten gevolge van geallieerde luchtbombardementen verwoest. Na de oorlog werd de stad weer opgebouwd.
Een groot deel van Kreis Borken viel van 1946 tot 1 februari 1950 onder Nederlandse bezettend bestuur. Van mei 1945 tot de stichting van de Bondsrepubliek in 1949 bleef dit wel onder Brits gezag.

## Bezienswaardigheden

### In de stad Vreden
- Stiftskerk Sint Felicitas, 12e-eeuwse kerk met 11e-eeuwse crypte en koor uit 1427; in het interieur o.a. een zgn. hongerdoek uit 1619.[3] Na de oorlog gerestaureerd.
- Sint-Joriskerk, na de Tweede Wereldoorlog op de ruïnes van de oude kerk nieuw gebouwd.
- Het in 2017 geopende culturele centrum Kult  [4]Westmünsterland, waarin ook enige musea van Vreden[5] zijn opgegaan:
  - Het streekmuseum, met een permanente tentoonstelling over de specifieke grenslocatie van Vreden, met aandacht voor wederzijdse Duits-Nederlandse beïnvloeding, overeenkomsten en verschillen op cultureel gebied en in het dagelijks leven, enz.
  - Een plattelandsmuseum in een van elders verplaatste oude boerderij
  - Tijdelijke tentoonstellingen over uiteenlopende onderwerpen
  - In het gebouw worden, vaak in het kader van mutidisciplinaire projecten, van tijd tot tijd lezingen, alsmede kleinschalige concerten en congressen gehouden.
  - In het gebouw is ook het historisch archief van de Kreis Borken en de gemeente Vreden, alsmede een geschiedkundige bibliotheek ondergebracht. Ambtenaren van de gemeente en van de Kreis Borken, die zich met cultuurbehoud en monumentenzorg bezighouden, beschikken er over kantoorruimte.
- Papierknipkunstmuseum (Scherenschnittmuseum)[6] aan de Markt
- de 17de-eeuwe Maria-Brunnkapel
- De jaarlijkse grote kermis begin september trekt ook bezoekers uit de Nederlandse grensstreek aan.

### Elders in de gemeente
- Vreden ligt in het om zijn fietstoerisme bekende Münsterland. De stad ligt dan ook aan verscheidene langeafstandsfietsroutes, o.a. de 100-Schlösser-Route.
- Zie ook onder Zwillbrock en onder Zwillbrocker Venn (natuurgebied, waar flamingo's voorkomen).
- Natuurgebied Luentener Fischteiche, op de Nederlandse grens bij Lünten
- Schützenhalle (schuttershal) in Doemern (Dömern).

## Afbeeldingen

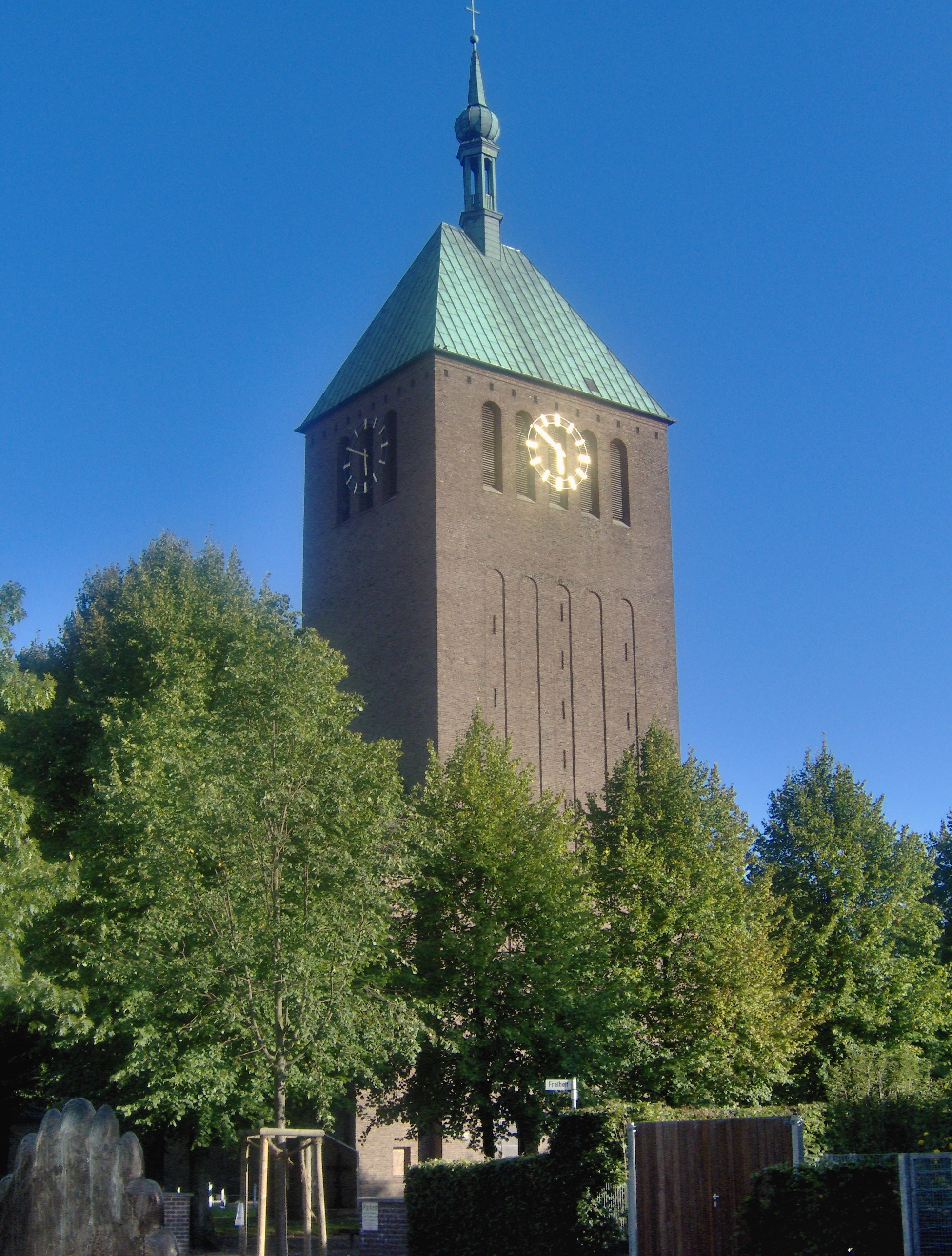
Sint-Joriskerk (Sankt-Georgskirche) in Vreden.
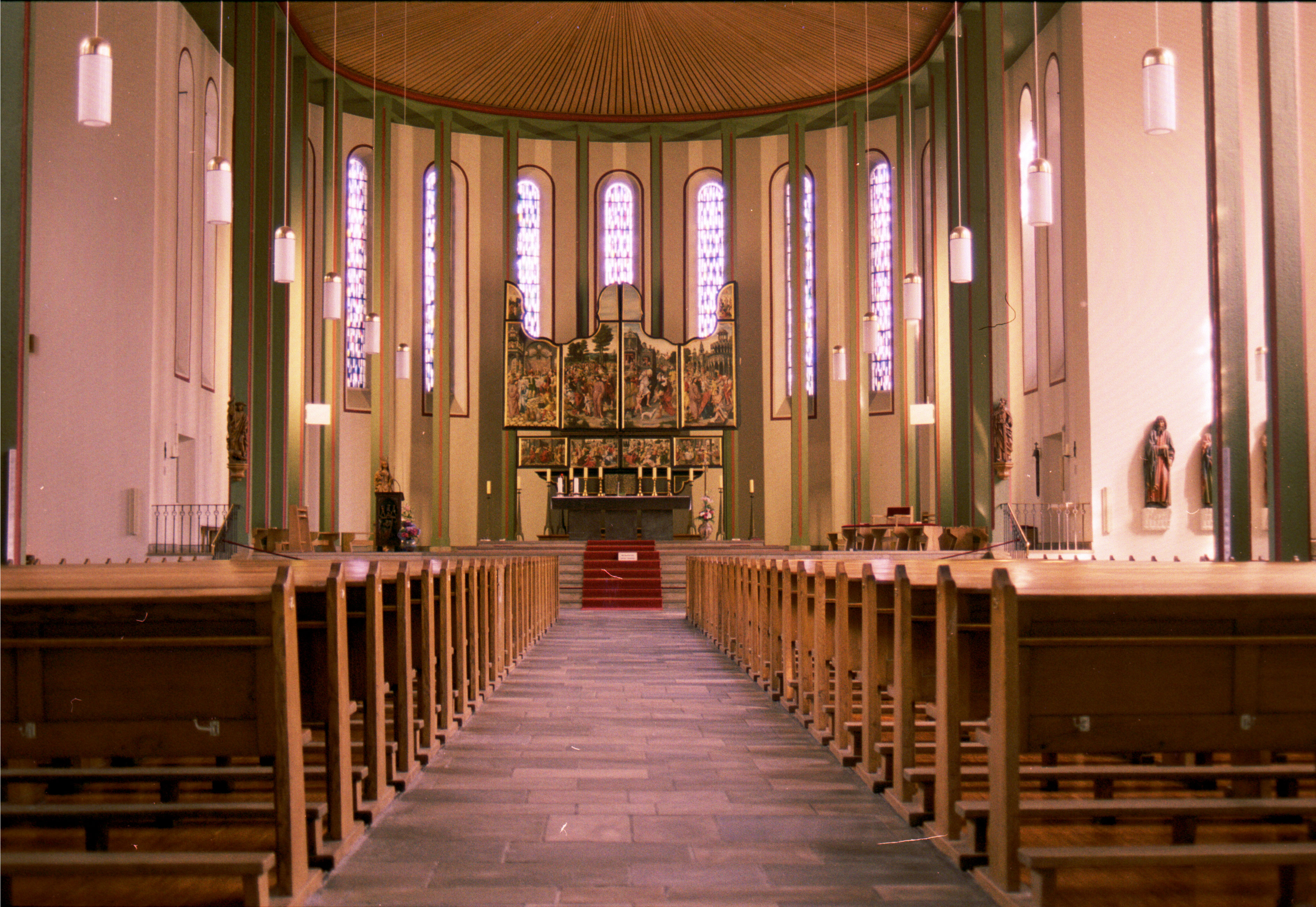
Interieur van deze kerk
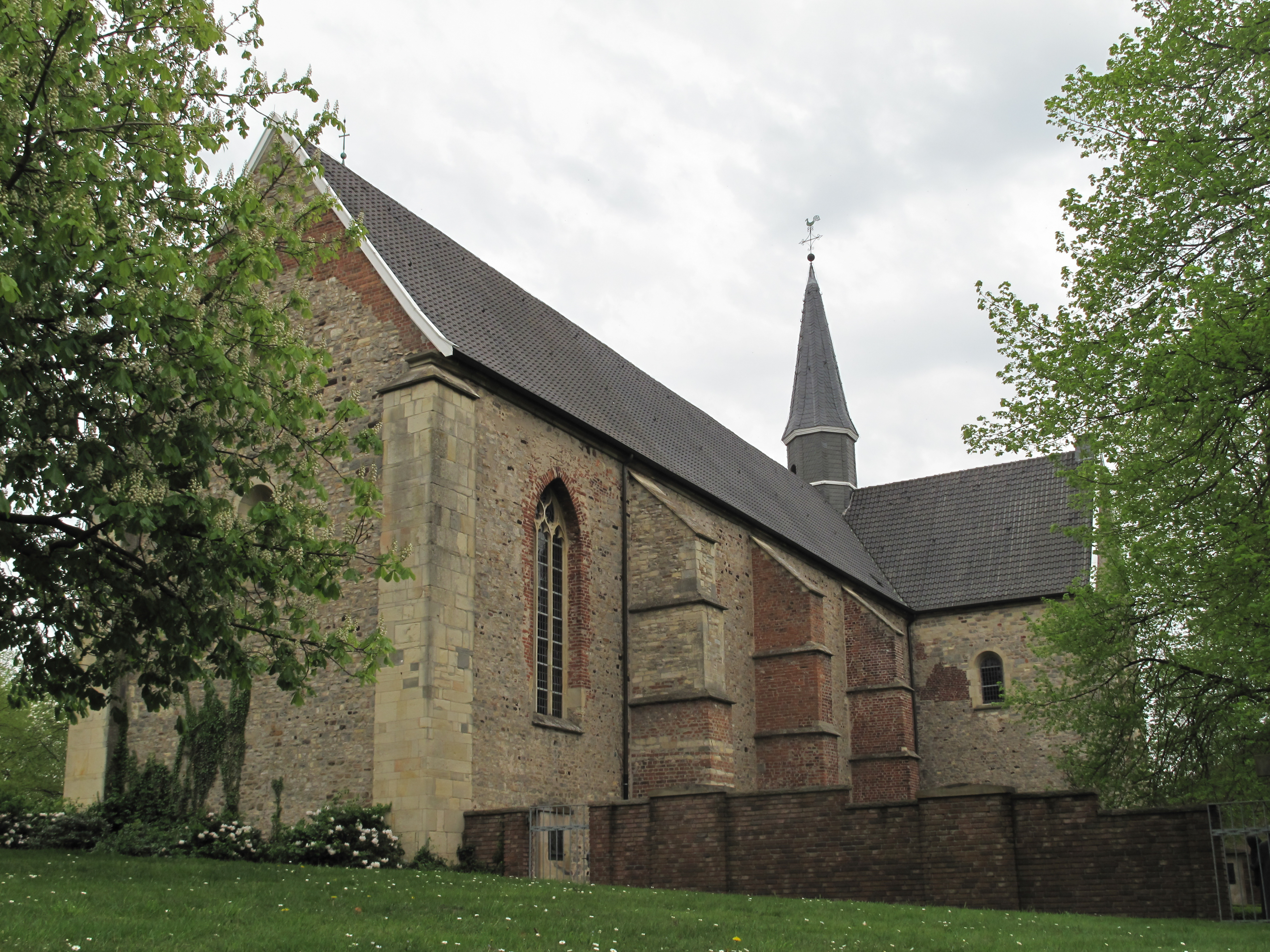
Stichtskerk Sint Felicitas
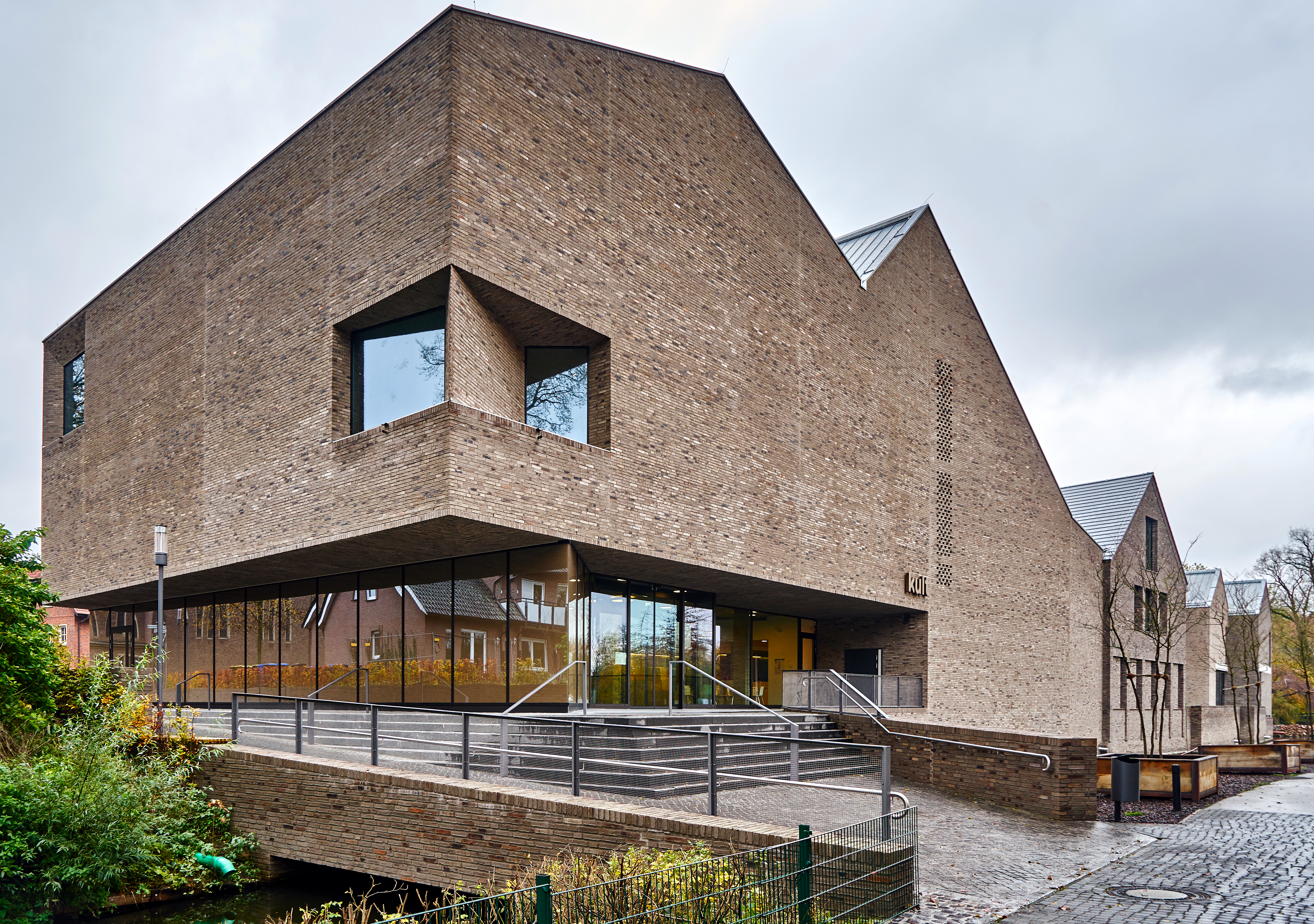
Gebouwen van Kult, aan de Butenwall te Vreden
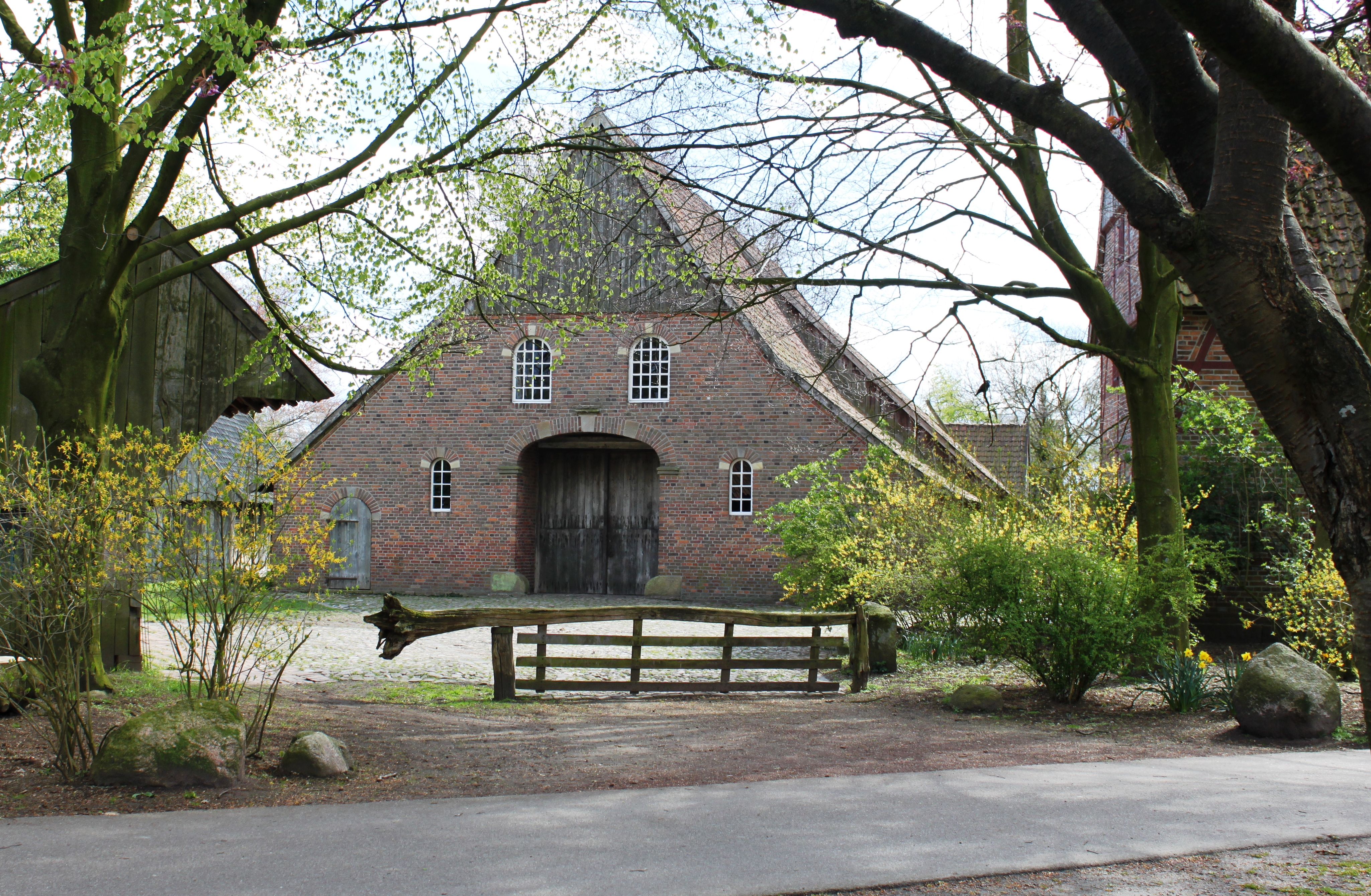
Historische boerderij Haus Früchting, onderdeel van Kult
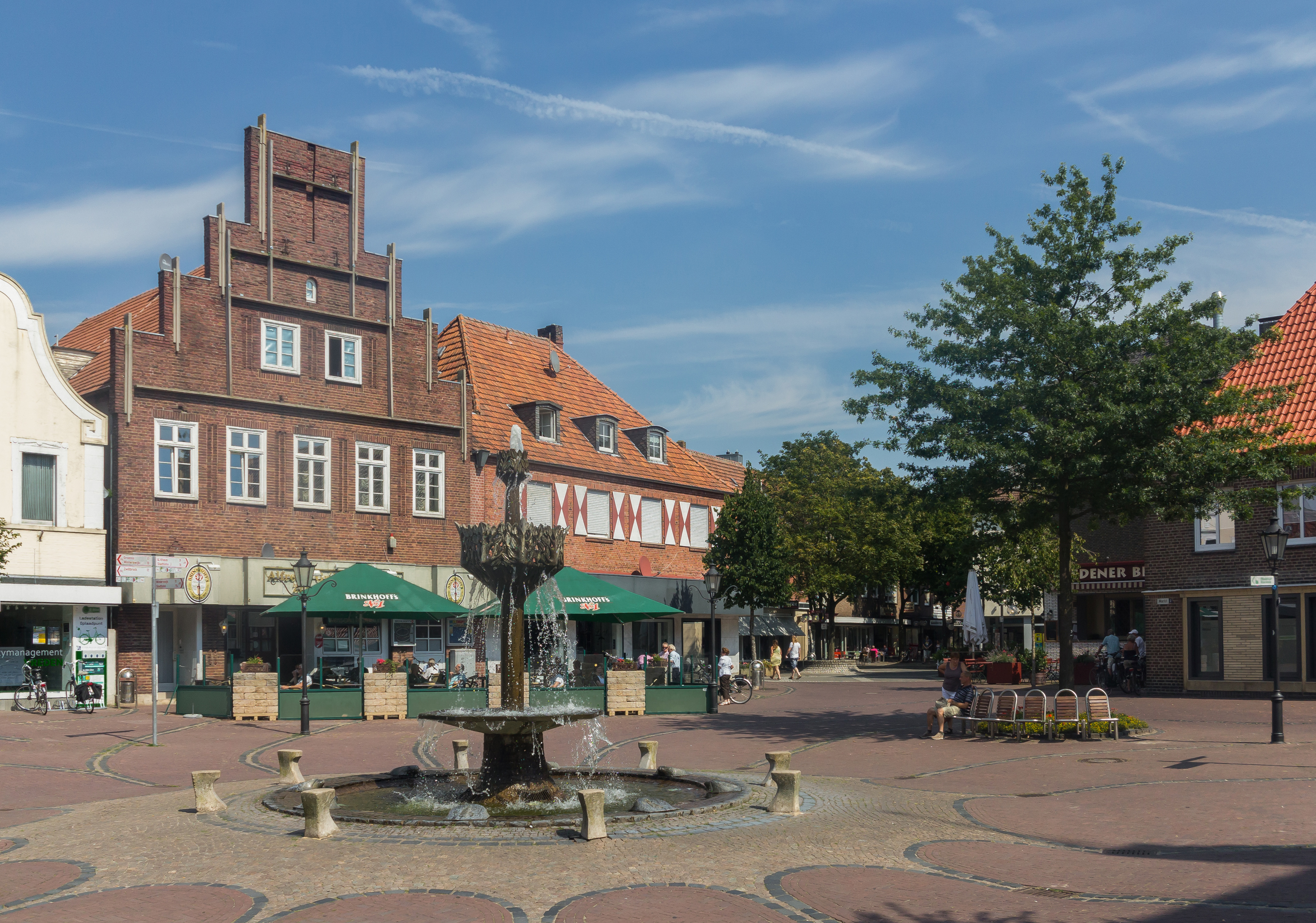
De Marktplatz
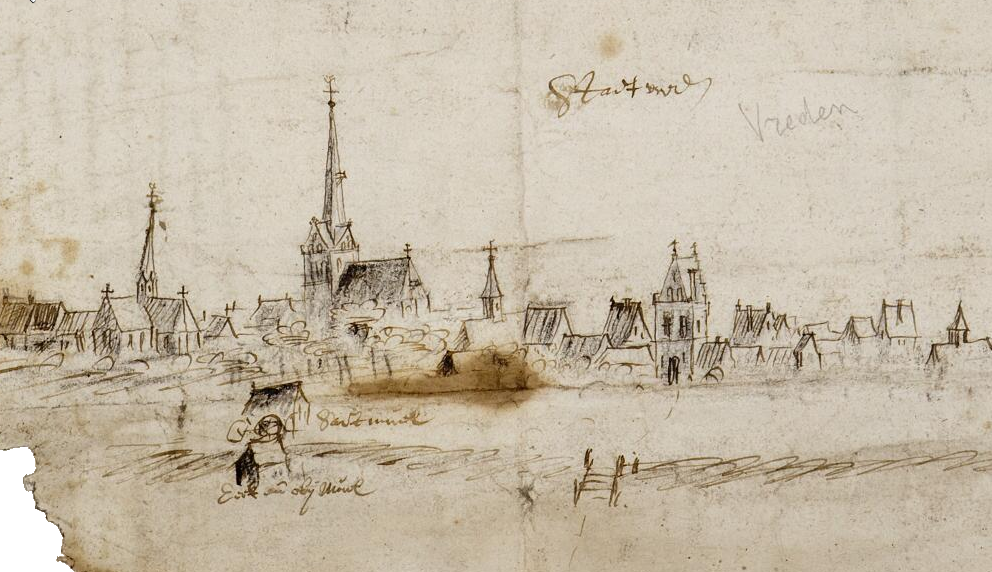
Vreden in 1649. (Nicolaes van Geelkercken)
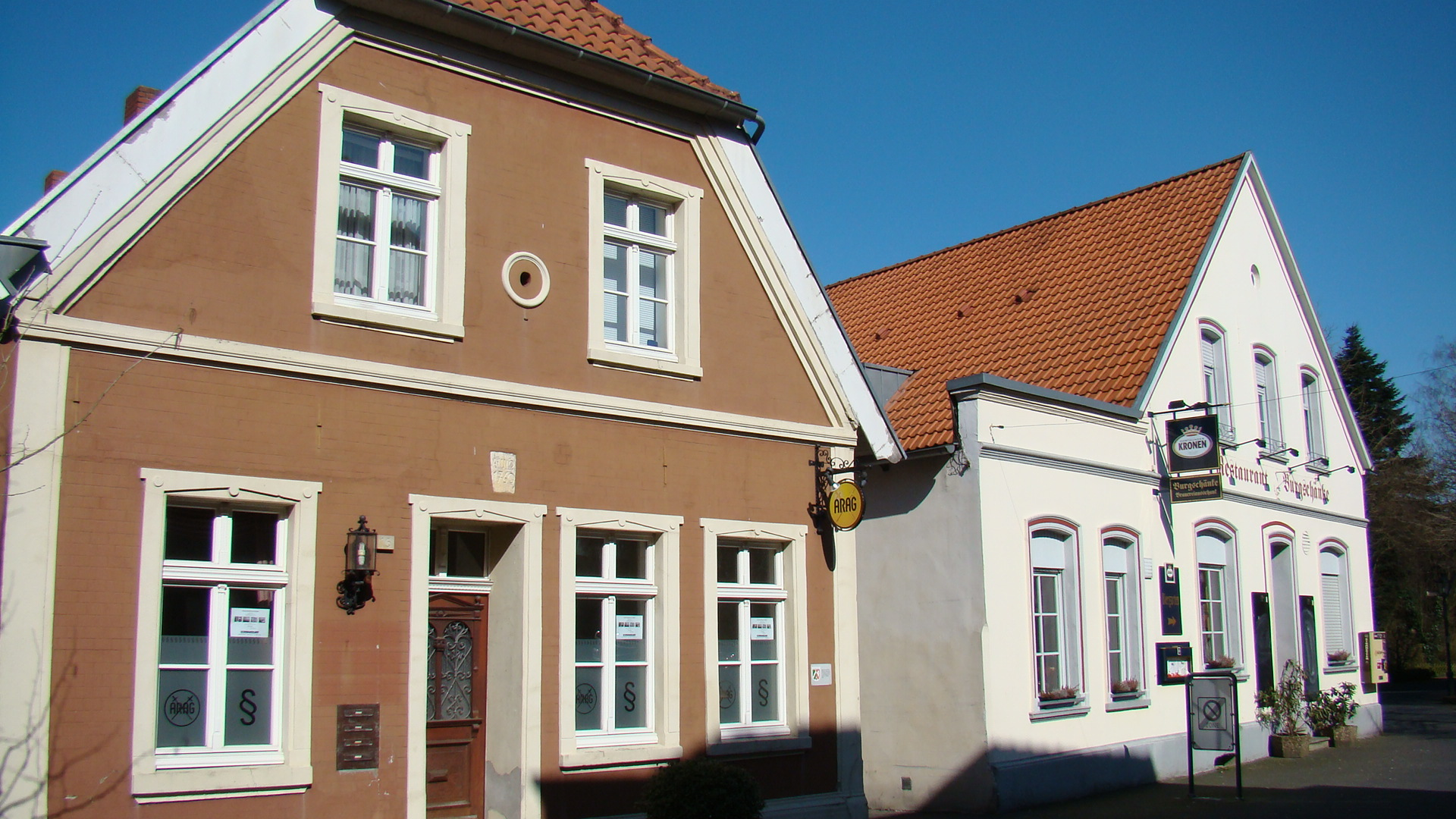
Huizen in Vreden
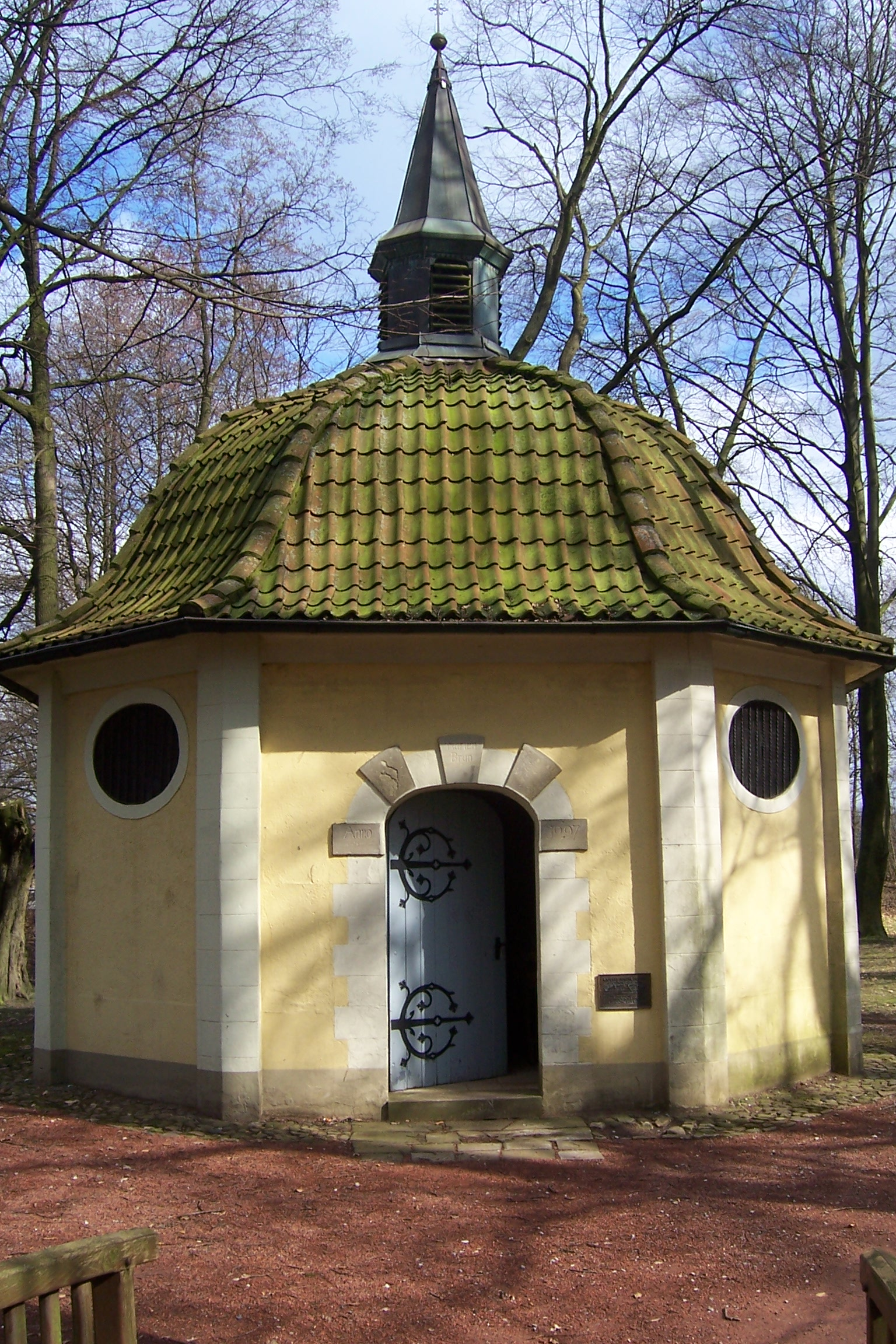
Kapel Maria-Brunn
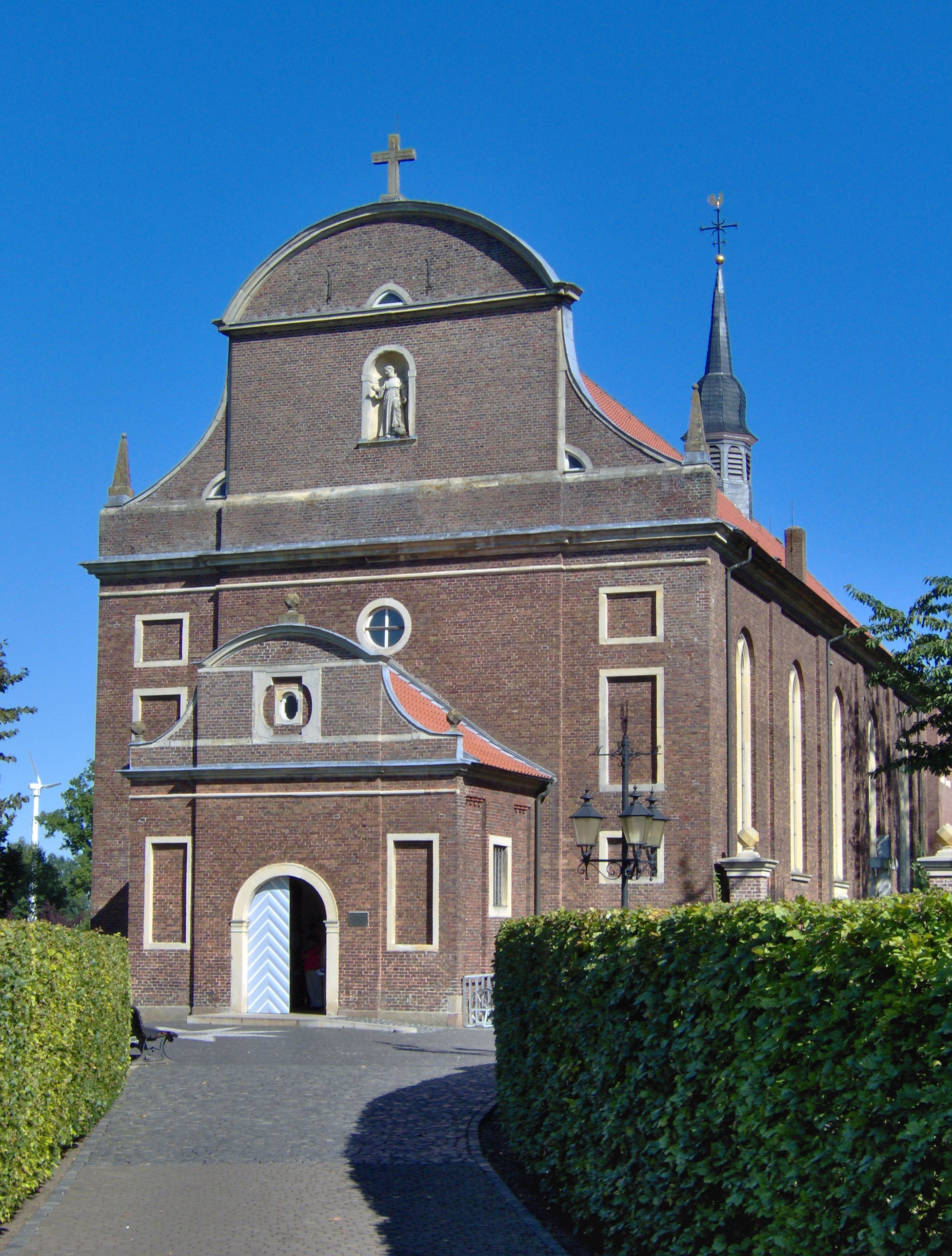
Het barokke kerkje te Zwillbrock
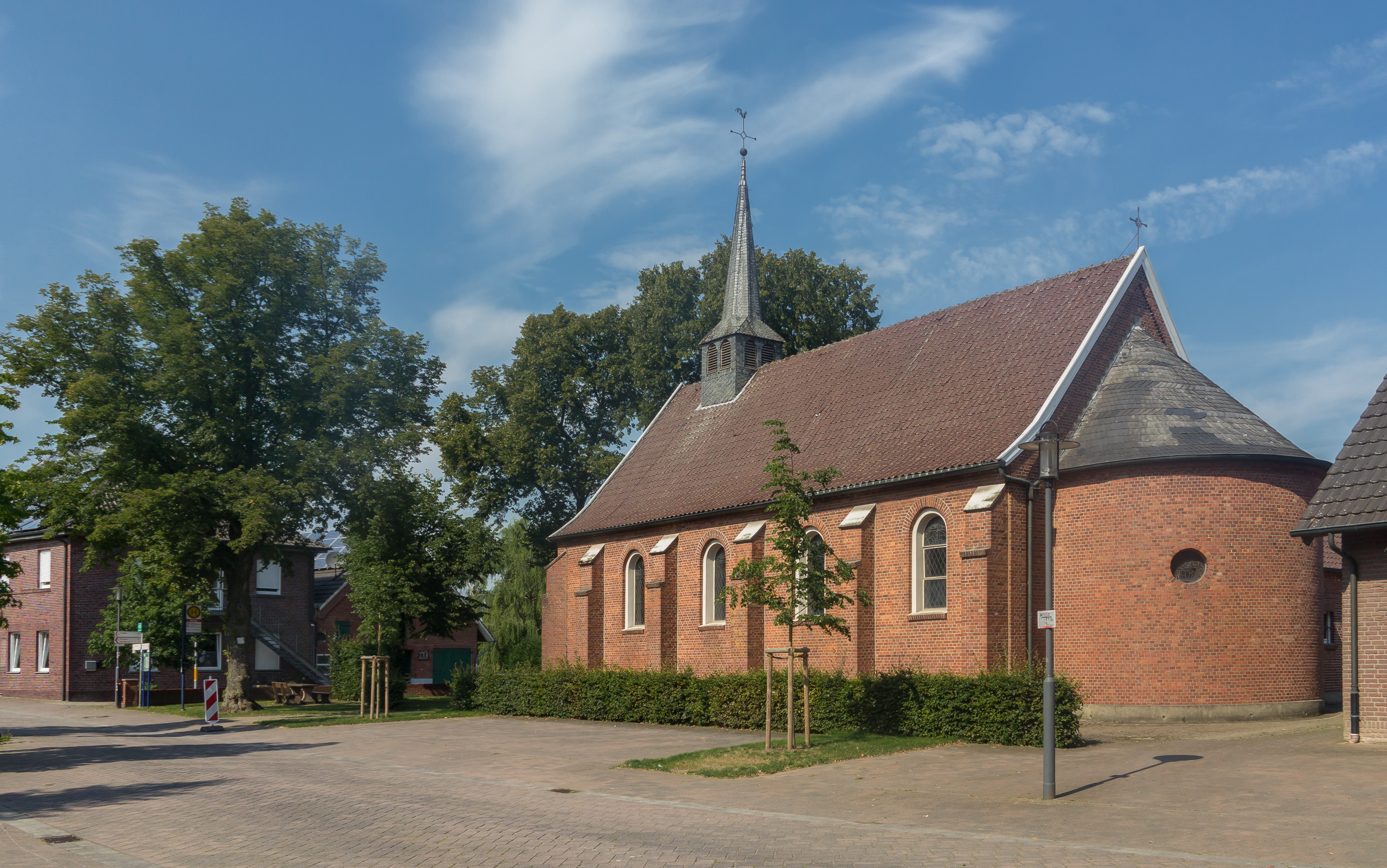
St. Antoniuskerk, Oldenkott-Wennewick

## Belangrijke personen in relatie tot de gemeente
Zie ook de lijst van abdissen van het Stift Vreden, onder: Sticht Vreden.

### Geboren te Vreden
- Judocus Vredis of Jost Pelser (1473-1540), beeldhouwer of houtsnijder, ook in Nederland en wellicht Vlaanderen actief. Zie onderstaande literatuurverwijzing naar een over hem geschreven boek (Böing).
- Heinrich Tenhumberg (* 4 juni 1915 in Lünten, gem. Vreden; † 16 september 1979 in Münster), rooms-katholiek geestelijke, nam deel aan het Tweede Vaticaans Concilie, was vanaf 1958 hulpbisschop in o.a. Münster, en van 1969 tot 1979 bisschop van Münster. In 2020 kwam hij in opspraak. Hem wordt onvoldoende toezicht verweten op het voorkómen van seksueel misbruik binnen de Rooms-Katholieke Kerk gedurende zijn ambtsperiode te Münster.

### Overigen
- Wichman van Vreden (Wichman III) (geboren tussen 970 en 980; overl. op Kasteel Upladen in 1016). De historicus Harald Weiß (zie onderstaande literatuurverwijzing) concludeerde, dat het omstreeks 1950 in de Sint-Joriskerk te Vreden ontdekte middeleeuwse graf vermoedelijk het gebeente van Wichman van Vreden bevat.